# Petr I. Petrović-Njegoš
Petr I. Černohorský (1747 – 1830) byl třetí černohorský vladyka z dynastie Petrović-Njegoš. Jeho předchůdcem byl Sava II., po Petrově smrti zemi vládl Petar II. Srbská pravoslavná církev jej prohlásila za svatého, získal tedy světecké jméno Svatý Petr Cetinjský.

## Vláda
Petr I. se stal nejvíce známým duchovním a vojenským vůdcem z vládnoucí dynastie Petrović-Njegoš. Během své dlouhé vlády Petr upevnil stát sdružením často hádajících se organizací, upevnil kontrolu nad Černou Horou (zavedl první černohorské zákony – Законик Петра I) a zahájil první program národního osvobození a sjednocení Srbů.

### Bitvy a války
- v letech 1785 – 1796 vedl bitvy proti Osmanské řísi
- tuto bitvu Černohorci vyhráli a stát získal prakticky nezávislost na Osmanské říši
- proti Francouzskému císařství vedla Černá Hora pod velením Petra I. boje z roku 1806 do 1807
- Francouzi v roce 1806 obsadili Boku Kotorskou. Černohorská armáda pod vedením Petra I. zahnala Francouze zpět k Dubrovniku.
- v letech 1807 – 1812 vedl Petr I. bitvy opět s Francouzi a Osmany.
- Turci za pomoci Francouzů opět zaútočili na Černou Horu, armádou Petra I. byli ale poraženi . V roce 1813 osvobodila černohorská armáda za pomoci Ruska a Vel. Británie osvobodila Boku Kotorskou od francouzských jednotek. Po kongresu ve Vídni byl ale tento záliv přidělen k Rakouskému císařství. Po tomto rozhodnutí zažila Černá Hora kruté časy.[zdroj?] Tisíce Černohorců hladověli a spousta obyvatel emigrovala do Srbska nebo Ruska.[zdroj?] Uznaná nezávislost byla nyní zamítnuta.[zdroj?]
- v roce 1820 Černá Hora opět porazila Turky.

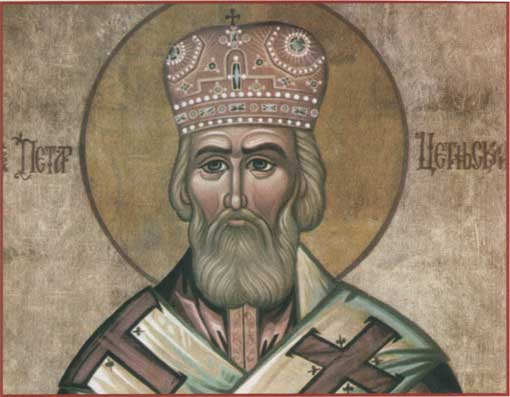
Podobizna sv. Petra

## Srbská říše
Petr I. byl účastník návrhu na vytvoření nové Srbské říše, skládající se ze samostatného Srbska, Bosny, Hercegoviny a Černé Hory společně s Bokou Kotorskou, s hlavním městem Dubrovnikem. V roce 1807 napsal Petr I. dopis Ruskému generálovi Dunajské armády. Dopis obsahoval tato slova: "Ruský car bude považován za cara Srbů a vládce Černé Hory bude jeho asistentem. Vedoucí úlohu při obnově Srbské říše bude náležet Černé Hoře."

## Svatořečení
Jeho nástupce Petar II. navrhl jeho prohlášení za svatého. Bylo mu uděleno jméno Svatý Petr Cetinjský. Srbská pravoslavná církev jej slaví v Gregoriánském kalendáři 31. října, v Juliánským kalendářem je to 18. října.

## Literární práce
- Zvyky v poezii (Поучење у стиховима)
- Synu Ivanovi (Синови Иванбегови))
- Píseň Karađorđovi (Пјесма Карађорђу)
- Srbský Štědrý večer (Српско Бадњи вече)